# Craig Rodwell
Craig L. Rodwell (né le 31 octobre 1940 à Chicago et mort le 18 juin 1993 à New York) est un militant américain des droits des homosexuels.
Il est connu pour avoir fondé en 1967 dans le Greenwich Village l'Oscar Wilde Bookshop — sous le nom d'Oscar Wilde Memorial Bookshop — qui est la première librairie consacrée aux auteurs gays et lesbiens,. Il a aussi été impliqué dans la création de la Marche des fiertés de la ville de New York.
Rodwell est considéré par certains comme un militant de premier plan des droits des homosexuels au début des années 1960. Avec Ellen Brody, Linda Rhodes et Fred Sargeant, il est l'un des instigateurs et des premiers organisateur de la Marche des fiertés du 28 juin 1970 qui commémore le premier anniversaire des émeutes de StoneWall.